# Yátova (kommunhuvudort)
Yátova är en kommunhuvudort i Spanien.   Den ligger i provinsen Província de València och regionen Valencia, i den östra delen av landet, 270 km öster om huvudstaden Madrid. Yátova ligger 408 meter över havet och antalet invånare är 1 982.
Terrängen runt Yátova är kuperad åt sydväst, men åt nordost är den platt. Runt Yátova är det ganska tätbefolkat, med 54 invånare per kvadratkilometer. Närmaste större samhälle är Buñol, 4,0 km norr om Yátova. Omgivningarna runt Yátova är i huvudsak ett öppet busklandskap.